# Panna Czinka

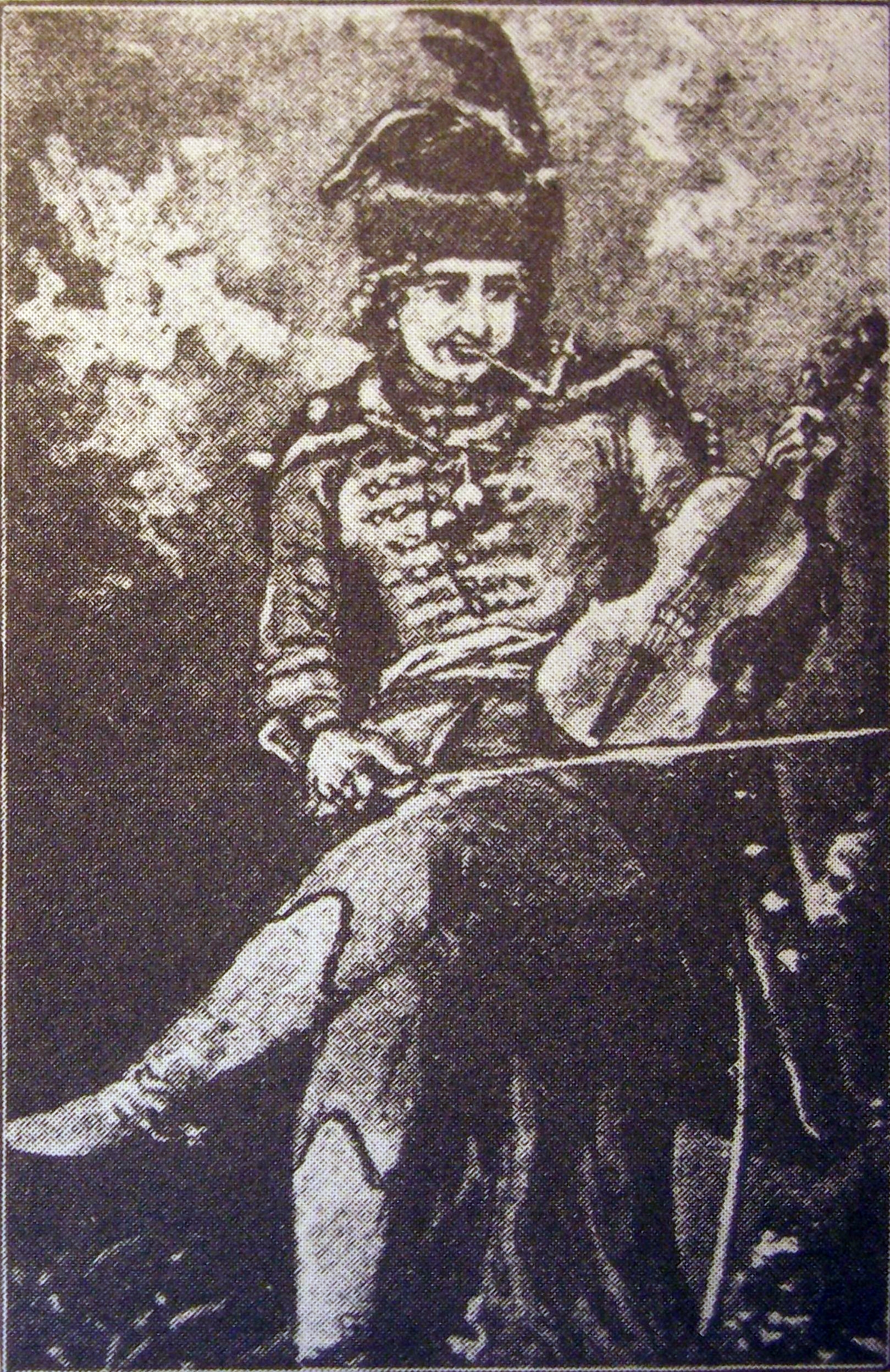
Panna Czinka, Fantasieporträt eines unbekannten Malers (um 1890)

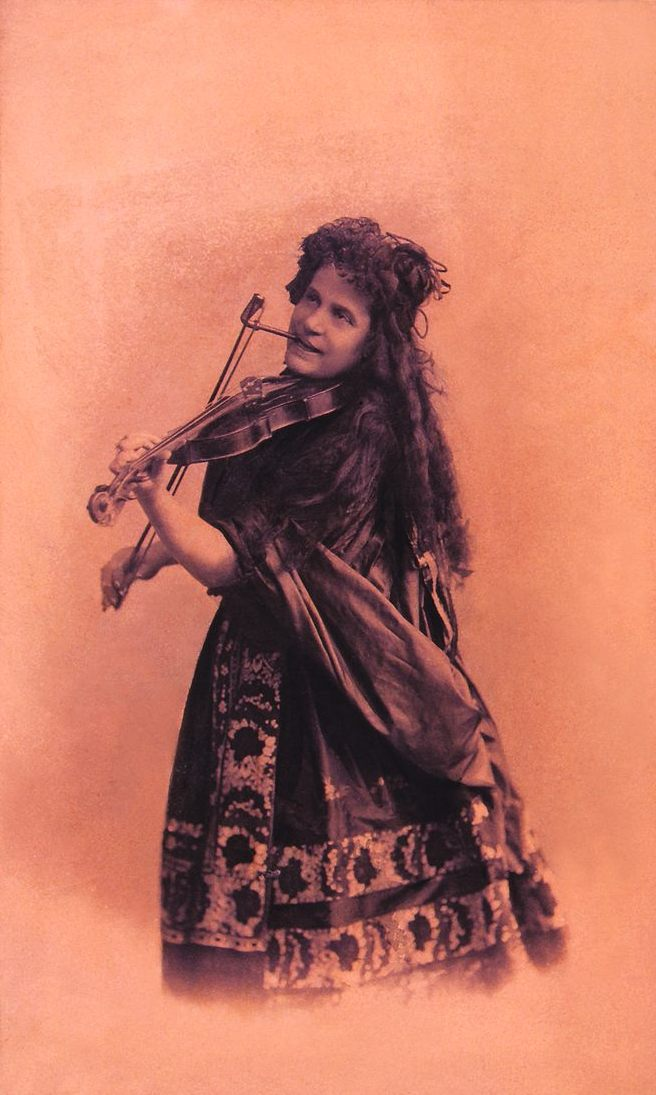
Aranka Hegyi in der Rolle der Panna Czinka.
Fotografie von Sándor Strelisky (1896)

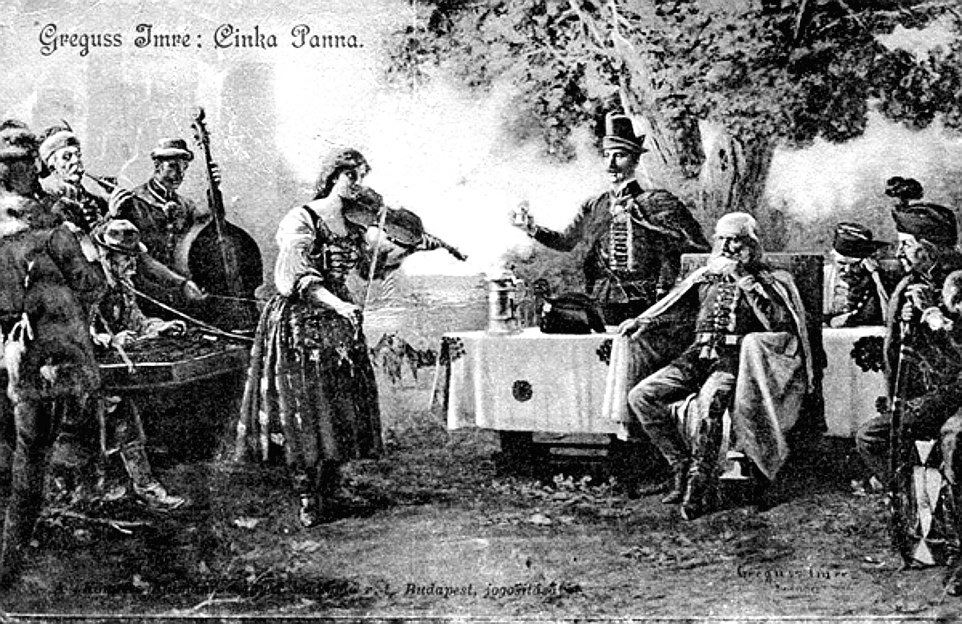
Imre Greguss: Cinka Panna (1910)

Panna Czinka, auch Panna Cinka (* 1711 in Sajógömör, Königreich Ungarn, heute Gemer, Slowakei; † 1772, beerdigt 5. Februar ebenda), war eine ungarische Violinistin. Sie war Romamusikerin und der „erste berühmte ungarische Zigeunerprímás, zugleich der einzige weibliche“.

## Leben
Wandermusikanten der Roma sind in Ungarn seit dem 15. Jahrhundert belegt. Im 18. Jahrhundert häufen sich die Nachrichten über ihre musikalischen Erfolge. Lange nicht sesshaft, wurden sie immer wieder von Fürsten und adeligen Familien engagiert.

„Sie sind von Natur zur Musik geneigt wie dann fast jeder ungarische Edelmann einen Ziegainer hält […]“

Zu ihrem wichtigsten Instrument bildete sich die Geige heraus.
Panna Czinka wurde als Tochter eines Roma-Musikers in Diensten von Francis II. Rácóczi (?) durch ihr Geigenspiel schon als Kind bekannt. Nach Forschungen des 1794 zum ordentlichen Professor ernannten Kulturhistorikers Heinrich Moritz Gottlieb Grellmann war Panna Czinka ein „außerordentlich musikalisch begabtes“ ungarisches Romamädchen, das schon mit 14 Jahren als Künstlerin von der Gesellschaft begehrt war.
Der „Gutsherr Janos Lanyi aus dem Komitat Gömör in Rozsnyó (heute Rožňava, Slowakei)“ ließ sie „von den besten Lehrern“ in Musik unterrichten. Er verheiratete sie im Alter von etwa 14 oder 15 Jahren an einen „Bassisten“ (Kontrabassspieler), der zugleich Schmied war. Zwei Brüder ihres Mannes waren „Kontraspieler“ (begleitende Geige) beziehungsweise Cimbalomspieler. So entstand die erste namentlich bekannte, echte ungarische Zigeunerkapelle, deren „Prímás“ unter vier Musikern Panna Czinka war. Ihre Auftritte führten sie bis nach Polen und Rumänien.
Mit ihrem Mann hatte sie vier Söhne und eine Tochter, die später ebenfalls zu ihrer Kapelle gehörten. Im Sommer zogen sie über Land und machten Konzerte, im Winter hielten sie sich auf dem Landgut ihres Gönners Janos Lanyi am Ufer des Flusses Sajó auf. Zu den zahlreichen Überlieferungen aus dem späten 18. und frühen 19. Jahrhundert gehört auch diese, dass ungarische Bewunderer (deren Sprache sie sprach) ihr ein prächtiges Haus bauten, aber sie lieber zusammen mit ihrer Familie im Zelt wohnte.
Ein Porträt vom Ende des 19. Jahrhunderts, dessen Maler und Vorlage unbekannt ist, zeigt Panna Czinka auf einem Baumstumpf sitzend und Pfeife rauchend. Sie trägt eine (männliche) Prímásuniform (Husarenuniform?) mit Mantel, einer federgeschmückten Pelzmütze und sternförmig gespornten Stiefeln, Geige und Geigenbogen auf übergeschlagenen Beinen haltend.
Über das musikalische Repertoire Panna Czinkas, das zeitlich mit der Entstehung und Frühzeit des populären ungarischen Verbunkos zusammenfiel, ist nichts überliefert. Ihr Aufzug auf dem Bild legt nahe, dass sie zu Pferde unterwegs war, um mit ihrer Kapelle unter anderem Verbunkosmusik zu machen; dies war ein typisch ungarischer Werbungstanz (Werbung/Verbunk) zur Anwerbung von Soldaten für das habsburgische Regiment, dessen instrumental-künstlerische Weiterentwicklung durch Romamusiker bis in die Wiener Klassik zu verfolgen ist.
Ihr letzter Wille war, in ihren Männerkleidern zusammen mit ihrer Lieblingsgeige und ihrer Pfeife beerdigt zu werden. Laut Kirchenregister von Sajógömör (Gemer, Slowakei) wurde sie dort am 5. Februar 1772 auf dem evangelischen Friedhof bestattet.

## Würdigung und Rezeption
Nach ihrem Tod wurde die Persönlichkeit der Panna Czinka zu einem häufig verwendeten Motiv für verschiedene Künstler, die sie auf ihre Weise in Werken würdigten und ihre besondere Bedeutung innerhalb der ungarischen Musikgeschichte deutlich machen.
Bálint Ökröss schrieb in den 1880er Jahren Czinka Panna, ein Schauspiel mit Musik in vier Akten. Im Jahr 1897 schrieb Sándor Endrődi ein bekanntes Gedicht über sie. Endre Dózsa veröffentlichte 1913 einen Roman mit dem Titel Czinka Panna, György Temeshy 1929 ebenfalls einen Roman mit demselben Titel. Zoltán Kodály komponierte zu einem Text von Béla Balázs das Singspiel Czinka Panna balladája, das 1948 in der Ungarischen Staatsoper uraufgeführt wurde. Im Jahr 1996 schrieb Géza Csemer ein Theaterstück über Panna Czinka. Der slowakische Regisseur Dušan Rapoš drehte einen Film über ihr Leben, der ab 2008 in den Kinos zu sehen war. In einer Sequenz des ungarischen Dokumentarfilms Budapest Bár - A pesti dal története aus dem Jahr 2014 wird auf ihre bedeutende Rolle als Musikerin der ungarischen Roma eingegangen.
In der slowakischen Gemeinde Gemer steht gegenüber dem barocken Schloss ein Denkmal für die Musikerin. Hier findet auch seit einigen Jahren ein nach ihr benanntes Musikfestival statt, der Panna-Czinka-Prímás-Wettbewerb (Czinka Panna Prímásverseny).

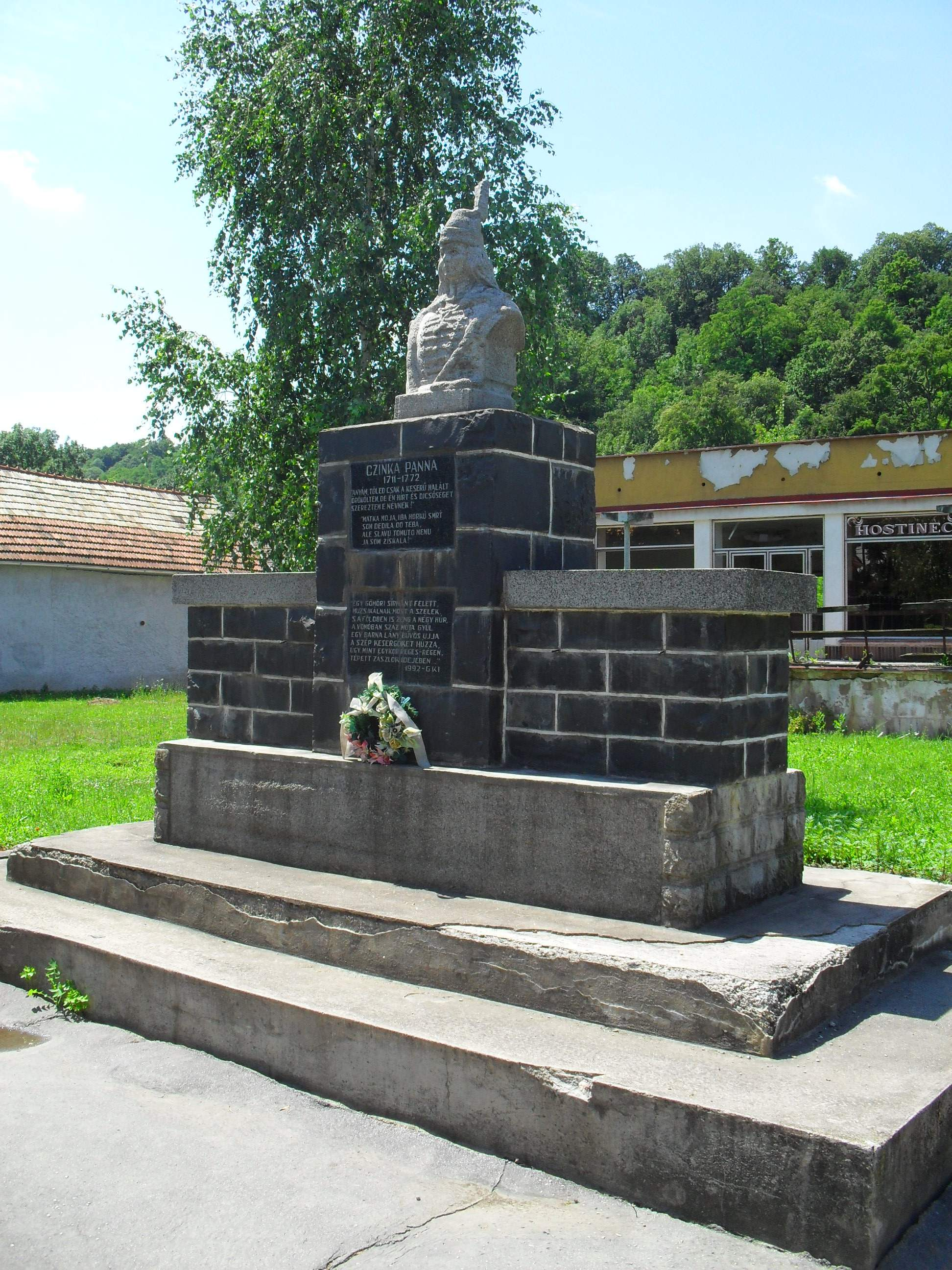
Denkmal in Gemer
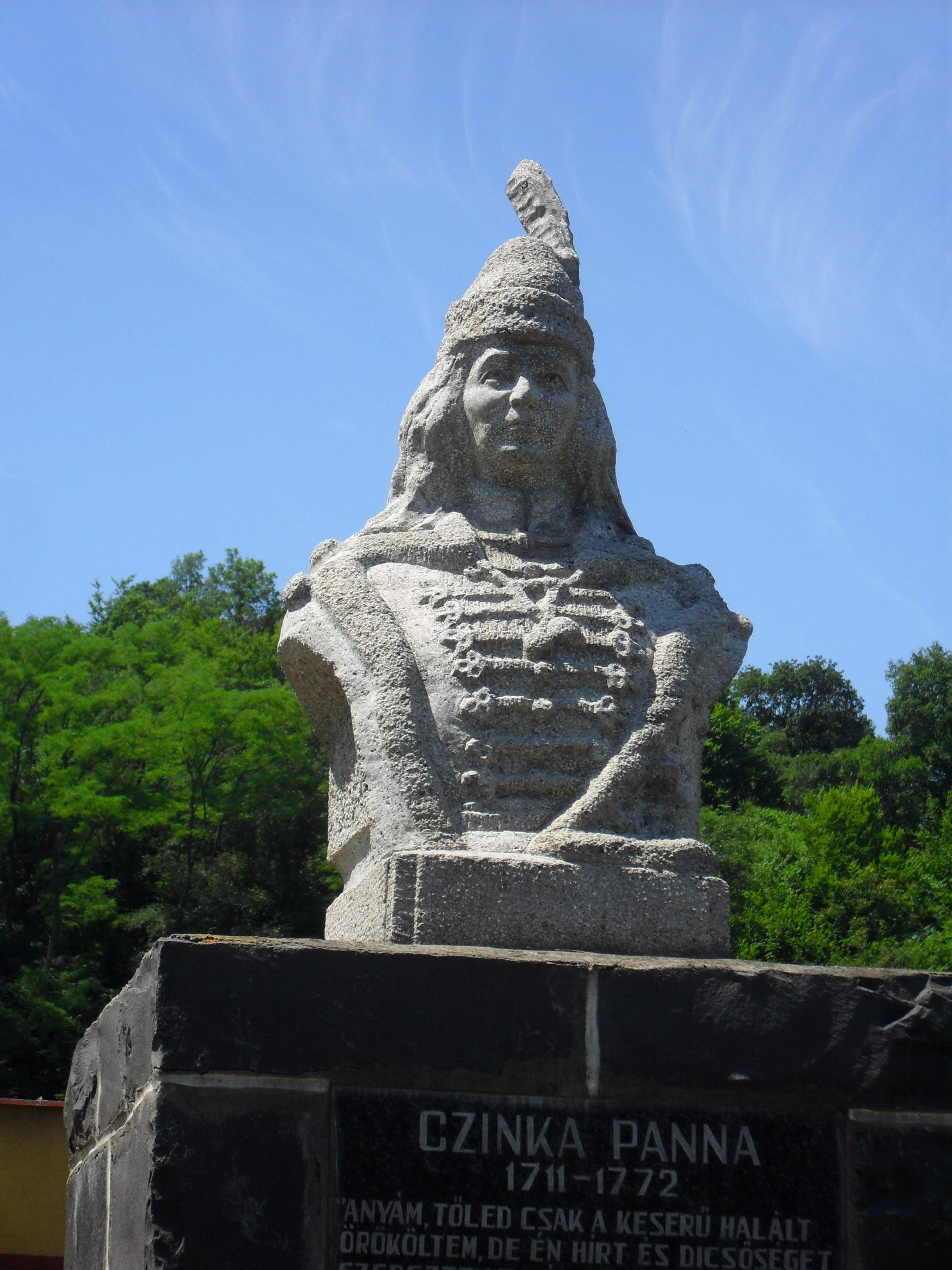
Büste auf dem Denkmal
Straße im XIV. Budapester Bezirk

In einer Reihe von ungarischen Städten wurden Straßen nach ihr benannt, unter anderem in Budapest, Győr und Miskolc.